# 李璄
李璄（?—?），唐朝宗室，唐太宗的孙子，吴王李恪的儿子。
653年，父亲李恪被赐死，李璄和哥哥李仁、李玮、李琨被流放岭南，武则天称制，把他召回。神龙初年，唐中宗封李璄为归政郡王，历任宗正卿，因为李千里参与李重俊谋反而唐中宗贬李璄为南州司马，不久卒。其子吴国公李襘。

## 传記資料
- 《旧唐書》吴王恪传
- 《新唐書》 列传第五·吴王恪传